# Булињи (Меза)
Булињи (фр. Bouligny) насеље је и општина у североисточној Француској у региону Лорена, у департману Меза која припада префектури Верден.
По подацима из 2011. године у општини је живело 2745 становника, а густина насељености је износила 249,77 становника/km². Општина се простире на површини од 10,99 km². Налази се на средњој надморској висини од 298 метара (максималној 316 m, а минималној 238 m).

## Демографија
| 1962. | 1968. | 1975. | 1982. | 1990. | 1999. | 2011. |
| ----- | ----- | ----- | ----- | ----- | ----- | ----- |
| 3.920 | 4.647 | 4.022 | 3.575 | 2.951 | 2.813 | 2.745 |

График промене броја становника у току последњих година